# Żehra
Żehra (słow. Žehra, niem. Schigra, węg. Zsigra, do 1899 Zsegra) – wieś (obec) na Słowacji, w powiecie Nowa Spiska Wieś, w historycznym rejonie Spisz. Położona jest 5 kilometrów na południowy wschód od Spiskiego Podgrodzia.
Założono ją w 1245 jako rolniczą wieś Zamku Spiskiego, jest jedną z najstarszych miejscowości w tym rejonie.

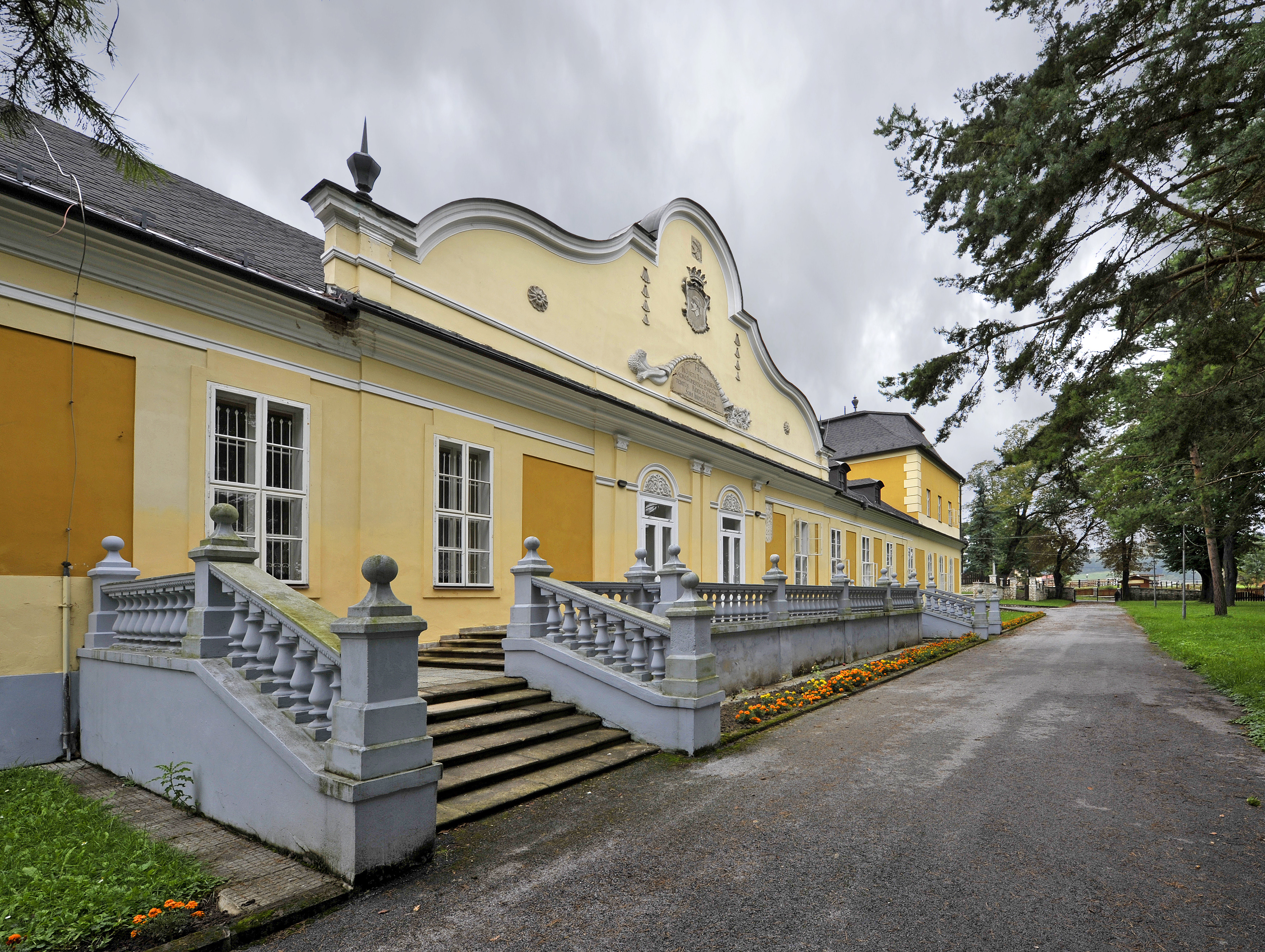
Pałac w przysiółku Hodkovce

Najcenniejszym obiektem miejscowości jest gotycki kościół św. Ducha z XIII wieku, o białych ścianach. We wnętrzu znajdują się polichromie z XIII, XIV i XV wieku, tworzące cykle tematyczne: Trójca Święta, Ukoronowanie NMP, Ostatnia Wieczerza, Pieta i Drzewo Życia. Innymi cennymi zabytkami są chrzcielnica z XIII wieku i gotyckie rzeźby z początku XV wieku. Od 1993 kościół, wraz z Zamkiem Spiskim, Spiską Kapitułą i Lewoczą, znajduje się na liście Światowego Dziedzictwa UNESCO (zob. Levoča, Spišský Hrad i okoliczne zabytki).
Przysiółek Hodkovce (niem. Hotzendorf) w XVIII był gniazdem rodowym rodziny Csaky, panów Spiszu. W 1703 wybudowali oni tutaj barokowy pałac z francuskim ogrodem. We wnętrzach pałacu umieszczono elementy wyposażenia, przeniesione tu po pożarze Spiskiego Zamku w 1780.
We wsi mieszka duża społeczność osób, deklarujących się jako Romowie (26%), natomiast prawie 20% nie podało lub nie potrafiło podać swojej narodowości podczas spisu w 2001.